# Khalid Salman
Khalid Salman Mahri Al-Muhannadi (arabisch خالد محمد سلمان المحري المهندي, DMG Ḫālid Muḥammad Salmān al-Mahrī al-Muhannadī; * 5. April 1962) ist ein ehemaliger katarischer Fußballspieler. Im Vorfeld der Weltmeisterschaft 2022, die in Katar ausgetragen wurde, fungierte er als WM-Botschafter seines Landes.

## Spielerkarriere
Der Mittelfeldspieler Khalid Salman absolvierte seine gesamte Laufbahn beim Verein Al-Sadd aus der Hauptstadt Doha. Mit dieser Mannschaft gewann er mehrfach die Meisterschaft in der Qatar Stars League. Im Finale der Asian Club Championship 1988/89 erzielte er das entscheidende Tor zum 1:0-Rückspielsieg gegen den Al-Rasheed SC aus dem Irak, durch den sich Al-Sadd den Titel sicherte.
Er lief auch international für die Auswahlmannschaften der Qatar Football Association auf. So nahm er mit der katarischen U-20-Nationalmannschaft an der Junioren-Weltmeisterschaft 1981 in Australien teil. Dort erzielte er 3 Tore im Viertelfinalspiel gegen Brasilien und erreichte mit Katar das Endspiel, das mit 0:4 gegen Deutschland verloren wurde. 1984 gehörte er zum Aufgebot Katars beim Fußballturnier der Olympischen Sommerspiele 1984 in Los Angeles. Ohne Sieg in der Vorrunde schied das Team von Trainer Evaristo de Macedo aus. Einsätze für die A-Nationalmannschaft folgten, unter anderem bei der Asienmeisterschaft 1988, bei der er im Spiel gegen Südkorea zwei Elfmetertore erzielte, damit aber die 2:3-Niederlage nicht verhindern konnte, die für Katar das Aus nach der Vorrunde bedeutete.

## Nach der aktiven Laufbahn
Nach dem Ende seiner aktiven Laufbahn nahm Khalid Salman an Trainerlehrgängen teil und übernahm bei Al-Sadd sowohl Jugendmannschaften als auch die Aufgabe des Co-Trainers bei der ersten Mannschaft. Anschließend wurde er hauptsächlich als Analyst und Kommentator für verschiedene Fernsehsender wie Al Jazeera Sport, ART oder Al-Kass tätig.
Im Vorfeld der Weltmeisterschaft 2022 in Katar wurde Salman zu einem der „WM-Botschafter“ ernannt. Zu diesen zählten ehemalige internationale Fußballgrößen wie Cafu oder Xavi, aber auch Spieler mit primärem Bekanntheitsgrad in der arabischen Ländern wie Ali al-Habsi oder Khalfan Ibrahim.
In dieser Funktion führte er ein Interview mit dem deutschen Sportreporter Jochen Breyer vom ZDF, das für internationales Aufsehen sorgte. Salman erklärte bezüglich Homosexualität: „Während der WM werden viele Dinge hier ins Land kommen. Lass uns zum Beispiel über Schwule reden. Das Wichtigste ist doch: Jeder wird akzeptieren, dass sie hier herkommen. Aber sie werden unsere Regeln akzeptieren müssen.“ Schwulsein sei für ihn „harām“, so Salman weiter und „ein geistiger Schaden“ (im englischen Original „a damage in the mind“). An dieser Stelle wurde das Interview durch den Pressesprecher des WM-Organisationskomitees abgebrochen.
Salmans Aussagen riefen ein negatives Echo hervor, unter anderem beim Bundesaußenministerium, das sie verurteilte. Der deutsche Nationaltorhüter Manuel Neuer erklärte: „Das passt keineswegs in unser Weltbild, was wir haben. Das ist inakzeptabel und sehr traurig, so was zu hören.“ Salman selber erklärte, seine Aussagen seien aus dem Zusammenhang gerissen worden: „Es ist weder unsere Religion noch unsere Natur, zu beleidigen oder zu verletzen. Jeder ist in Katar willkommen, aber unsere Religion und Kultur wird sich durch die Weltmeisterschaft nicht ändern.“